# Sepioteuthis australis
Sepioteuthis australis — вид кальмаров из семейства Loliginidae. Выделяется плавниками, которые простираются по всей длине тела. обитающий в океанах у берегов Австралии и Новой Зеландии. Этот вид вылавливается в коммерческих целях тралением, в качестве прилова при ловле креветок и рыболовами-любителями.

## Внешний вид и строение
Максимальная длина этого кальмара составляет около 38 см, а максимальный вес — около 1 кг. Мантия прочная и резко сужается к концу. Восемь рук имеют три кольца присосок, а два ловчих щупальца имеют длинные булавы с присосками среднего размера и дополнительными крючками вокруг присосок. Ромбовидные плавники, протянувшиеся почти на всю длину мантии, наиболее широки посередине, а их ширина более чем вдвое меньше длины. Цвет этого кальмара при жизни полупрозрачный, но если его поймать и вытащить из моря, он вскоре изменит цвет на однородный оранжево-коричневый или ржавый. Основание плавника имеет белую или голубоватую люминесцентную полосу.

## Распространение и среда обитания
Sepioteuthis australis обитает в субтропическом Индо-Тихоокеанском регионе, где он встречается между 16 ° и 42 ° южной широты и между 112 ° и 179 ° восточной долготы. Это бентопелагический вид, обитающий на глубине от 0 до 10 м. Встречается на юге Австралии, его ареал простирается от побережья Нингалу в Западной Австралии вдоль южного побережья до Тасмании и Большого Барьерного рифа, а также вокруг Северного острова в Новой Зеландии. Типичные места обитания включают участки песка, заросли водорослей и рифы.

## Экология
Этот кальмар в основном ведет ночной образ жизни и часто образует небольшие группы. Он питается ракообразными и мелкой рыбой, а сам является добычей более крупной рыбы. В случае нападения он может испустить облако пурпурных чернил и скрыться, пока вода непрозрачна. Это обычный вид, представляющий интерес для рыбного промысла на большей части своего ареала. В коммерческих целях его ловят тралом, а также в качестве прилова при ловле креветок и рыболовами-любителями, использующими джиг-головки на лугах с водорослями.
Размножение происходит в разное время года в разных частях ареала; обычно существует годовой цикл, продолжительность которого составляет около года. В брачный период самцы демонстрируют себя самкам, а сами в это время настроены враждебно по отношению к другим самцам. В то время как самец толкается и пытается отогнать нарушителя, самцы- «жулики» часто получают возможность приблизиться к самке и совокупиться, поместив сперматофор в ее мантийную полость. Когда самка нерестится, яичная нить чаще всего содержит яйца, оплодотворенные тремя разными самцами. Каждая нить обычно состоит из шести-девяти яиц и прикреплена к листьям морских трав или водорослям. Иногда встречаются скопления сотен икринок, когда в одном месте нерестится много самок.